# Foued Zaouche
Pour les articles homonymes, voir Famille Zaouche.
Foued Zaouche, né en 1944 à Tunis et mort le 25 mars 2015, est un peintre et écrivain tunisien.

## Peinture
À partir de l'âge de 29 ans, Foued Zaouche suit pendant cinq ans des cours du soir dans un atelier de la ville de Paris à Montparnasse où il apprend à maîtriser les techniques de l'anatomie, de la perspective, de la gravure et de la sculpture ; il effectue ensuite des copies au musée du Louvre.
Zaouche suit le courant pictural et naturaliste et traite les thèmes du portrait, de la peinture d'histoire, de la scène de genre et de la peinture religieuse liées au patrimoine et à l'histoire de la Tunisie, ainsi que le nu et la nature morte.
Il expose des huiles sur toiles pour la première fois à la galerie Jean Camion à Paris, en 1979 puis à nouveau en 1980. Après une exposition à la galerie Yahia de Tunis en 1981, une série de 22 expositions se déroule au musée de Sidi Bou Saïd entre 1982 et 2007. En 2010, il ouvre sa propre galerie, L'Atelier du dedans à Gammarth, dans un espace mitoyen de sa maison et de son atelier, ouvert sur rendez-vous en dehors des expositions.
Il publie en 1996 un ouvrage présentant une sélection de ses œuvres.

## Écriture
Foued Zaouche est également écrivain. Il publie les romans suivants :
- 1999 : Regards  (ISBN 9973-711-03-3)
- 2001 : L'affrontement  (ISBN 9973-711-05-X)
- 2002 : La fiancée de Amor  (ISBN 9973-711-06-8), publié en français et en arabe
- 2003 : Mensonges  (ISBN 9973-711-07-6)
- 2004 : Le maître du jeu  (ISBN 9973-711-08-4)
- 2007 : L'homme, ce Cro-Magnon de la conscience
- 2008 : Chroniques  (ISBN 978-9973-711-10-6)

Il est également chroniqueur journalistique et écrit plusieurs papiers dans Réalités.

## Vie privée
Foued Zaouche nait dans une famille de la haute bourgeoisie tunisoise. Par la lignée de son père, il appartient à une famille d'origine andalouse installée en Algérie puis en Tunisie à la fin du XVIIIe siècle et qui a donné de hauts fonctionnaires à l'administration beylicale entre la deuxième moitié du XIXe et la première moitié du XXe siècle. Il est le fils de Rachid Zaouche, le petit-fils du réformateur et ministre Abdeljelil Zaouche et l'arrière-petit-fils du général Tahar Zaouche. Par la lignée de sa mère, il appartient aussi à une famille bourgeoise tunisoise de mamelouks d'origine grecque (Morée), intégrés dans les hautes fonctions de l'administration beylicale ; sa mère Habiba est la fille du réformateur Khairallah Ben Mustapha.
Il épouse Vesna Arnautovic, avec laquelle il a deux filles, puis Hajer Djilani, sœur de l'homme d'affaires Hédi Djilani.
Décédé le 25 mars 2015, il est enterré le lendemain au cimetière du Djellaz.